# Rudolf Schümperli
Rudolf Schümperli (* 6. März 1907 in Frauenfeld; † 11. März 1990 in Romanshorn) war ein Schweizer Politiker (SP).
Schümperli, ausgebildeter Sekundarlehrer, gehörte von 1937 bis 1953 dem Gemeinderat Romanshorn an, war von 1943 bis 1954 Nationalrat und von 1954 bis 1972 Regierungsrat des Kantons Thurgau. In dieser Funktion führte er zuerst als Nachfolger des im Amt verstorbenen August Roth (ebenfalls SP) die Baudirektion, anschliessend leitete er bis zu seiner Pensionierung das damalige Sanitäts- und Erziehungsdepartement.